# 阿爾托納 (紐約州普查規定居民點)
阿爾托納（英語：Altoona）是位於美國紐約州克林頓縣的普查規定居民點。

## 人口
根據2020年美國人口普查的數據，阿爾托納的面積為4.43平方千米，皆為陸地。當地共有人口662人，而人口密度為每平方千米149.44人。